# Otello Zavaroni
Otello Zavaroni né le 29 mars 1910 à Paris et mort dans la même ville le 28 février 1991, est un architecte français.

## Biographie
Élève de Louis Aublet, d'Alphonse Defrasse et de Louis Madeline à l'école des beaux-arts de Paris, il commence sa carrière chez Henry Lacoste et participe à de nombreux projets de l'agence Lacoste-Madeline. Il reçoit le premier second grand prix de Rome le 7 juillet 1937 .
Il enseigne à l'école des beaux-arts de Paris et dirige l'atelier libre d'architecture Defrasse-Madeline de 1944 à 1957, puis l'atelier officiel de 1957 à 1968. De 1968 à 1978, il devient enfin professeur titulaire.
Il participe à l'Exposition universelle de 1936, à l'Exposition internationale de la technique de l'eau de 1939. Il collabore aux églises de Zwartberg et de Beringen avec Lacoste, puis participe à l'Exposition universelle de 1937 à Paris au pavillon des vins de France avec le peintre Gen Paul
En 1949, il est nommé architecte en chef de la reconstruction de Caudebec-en-Caux, ainsi que de Barentin, Duclair et Yvetot.
Il est nommé professeur d'un atelier de l'Académie royale des beaux-arts de Bruxelles en 1952.
Il participe à la construction du palais de la Bourse du Havre dont le chantier commence en 1953.
Au sein de la Société des architectes diplômés du gouvernement (SADG), il est nommé membre en 1950, puis membre du conseil en 1962 et finalement président entre 1966 et 1969. En 1964, il devient membre titulaire de l'Académie d'architecture au fauteuil de Henri Gautruche. Dans les années 1960, il est également président de l'association des grands prix de Rome.

## Distinctions
- 1937 : Premier second Grand Prix de Rome
- 1932 : Prix de reconnaissance des architectes américains
- Ordre du Mérite de la République italienne[2]

## Réalisations
- Palais de la Bourse de commerce, Le Havre.
- Église Saint-Martin de Foucarmont, 1959-1963[7].
- Ensemble de logements (résidences Le Luth), Gennevilliers.
- La Cité verte, Sucy-en-Brie.
- Ensemble de logements à Caudebec-en-Caux.
- Ensemble de logements à Troyes.
- Ensemble de logements à Strasbourg.
- Banque nationale d'Irak à Bagdad.
- Pavillon de la Ville à Bruxelles pour l'Exposition universelle de 1958.